# Преображенский, Александр Григорьевич
Александр Григорьевич Преображенский (1849—1918) — российский лексикограф и педагог.

## Биография
Родился в 1849 году в селе Заулье (ныне Чемлыжское сельское поселение Севского района Брянской области). Окончил историко-филологический факультет Московского университета (1874), преподавал русский язык и словесность в первой московской прогимназии; в 1878 году был перемещён сверхштатным преподавателем русского языка в 4-ю Московскую гимназию; 11 сентября 1882 года назначен учителем параллельных классов, а с 25 августа 1884 года перемещён на должность штатного преподавателя.
Известен, прежде всего, как автор трёхтомного Этимологического словаря русского языка (целиком издан после смерти автора в 1949 году):
- Преображенский А. Г. Этимологический словарь русского языка. — 1914. — Т. 1: А-О.
- Преображенский А. Г. Этимологический словарь русского языка. — 1914. — Т. 2: П-С.
- Преображенский А. Г. Этимологический словарь русского языка. — М.; Л.: Изд-во АН СССР, 1949. — Т. 3: Т-Я. — 144 с.

Преображенскому принадлежит и целый ряд учебных пособий для начальной и средней школы:
- Краткая русская грамматика для первых трех классов средних учебных заведений (М., 1885) (12 изданий)
- Руководство к изучению древнего церковнославянского языка для IV класса гимназий (М., 1887)
- Русская хрестоматия для первых двух классов средних учебных заведений (М., 1891)
- Теория словесности для VIII класса гимназии (М., 1892)
- Букварь для обучения письму и чтению (М., 1893)

В соавторстве с Дьяченко он также выпустил иллюстрированную книгу для чтения «Доброе слово» (год первый. — М., 1898 — 7 изданий; год второй. — М., 1897 — 5 изданий; год третий. — М., 1898 — 4 издания) и «Луч» (М., 1894 — 5 изданий).